# Michel Leboeuf
Michel Leboeuf, né le 30 avril 1962 à Trois-Rivières au Québec (Canada), est un vulgarisateur scientifique et écrivain québécois. 

## Biographie
Outre plusieurs titres de fiction publiés pour la jeunesse ou une clientèle adulte (L'homme qui n'avait pas de nombril, Lueurs dans la nuit, En route Tournedo, Sait-on Jamais, Au revoir petit, etc.), il est aussi l'auteur de guides et d'ouvrages documentaires en sciences naturelles et a été le rédacteur en chef du magazine Nature sauvage de 2008 à 2018,, .
Détenteur d'une maîtrise en sciences biologiques de l'Université du Québec à Montréal, ses champs de publication et d'intérêt couvrent la botanique forestière, l'ornithologie et l'écologie générale. Il s'intéresse particulièrement à la biogéographie et aux questions de morcellement des milieux naturels. Ses essais Le Québec en miettes et Nous n'irons plus au bois lui ont valu de remporter à deux reprises, en 2011 et 2013, le prix Hubert-Reeves, attribué au meilleur ouvrage de vulgarisation scientifique en langue française au Canada.
Son triptyque de romans intitulé L'homme qui n'avait pas de nombril explore un thème original, celui de la venue d'une humanité 2.0, sans ombilic,.

## Ouvrages

### Vulgarisation scientifique
- Michel Leboeuf, Découvrir les oiseaux du Québec et des Maritimes, Michel Quintin, coll. « Guides Nature Quintin », 2005, 224 p. (ISBN 978-2-89435-275-5)
- Michel Leboeuf, Le Québec en miettes, Orinha Media, 2012, 208 p. (ISBN 9782924119006)
- Stéphane Le Tirant et Michel Leboeuf, Papillons et chenilles du Québec et des Maritimes, Michel Quintin, coll. « Guides Nature Quintin », 2012, 392 p. (ISBN 978-2-89435-580-0)
- Michel Leboeuf, Grande vitesse ferroviaire, Cherche-Midi (Le), 2014, 853 p. (ISBN 9782749134536)
- Michel Leboeuf, Bêtes de sexe, Michel Quintin, 2015, 288 p. (ISBN 9782894357897)
- Michel Leboeuf, Arbres et plantes forestières du Québec et des Maritimes, Michel Quintin, coll. « Guides Nature Quintin », 2016, 2e éd., 416 p. (ISBN 9782897620974)
- Michel Leboeuf, Homo carnivorus : L'impact de l'alimentation carnée, Michel Quintin, coll. « Essais Hors série », 2016, 248 p. (ISBN 978-2-89762-189-6)
- Michel Leboeuf, Alain Massicotte et François Reeves, Arbres en lumière, Multimondes, 2017, 168 p. (ISBN 9782897730369)
- Stéphane Le Tirant et Michel Leboeuf, Papillons de nuit et chenilles du Québec et des Maritimes, Michel Quintin, coll. « Guides Nature Quintin », 2018, 336 p. (ISBN 9782897623050)
- Michel Leboeuf, Paroles d'un bouleau jaune, Multimondes, 2018, 241 p. (ISBN 9782897730949)
- Michel Leboeuf, Le dernier caribou, Multimondes, 2020, 246 p. (ISBN 9782897732141)

### Fiction
- Michel Leboeuf, Lueurs dans la nuit, Michel Quintin, coll. « Haute fréquence », 2006, 160 p. (ISBN 9782894353042)
- Michel Leboeuf, L'homme qui n'avait pas de nombril, t. 1, Michel Quintin, 2013, 320 p. (ISBN 978-2-89435-673-9)
- Michel Leboeuf, L'homme qui n'avait pas de nombril : Alter ego, t. 2, Michel Quintin, 2014, 360 p. (ISBN 9782894356920)
- Michel Leboeuf, L'homme qui n'avait pas de nombril : Alma mater, t. 3, Michel Quintin, 2014, 368 p. (ISBN 9782894357439)